# Claude Baux
Pour les articles homonymes, voir Baux.
Claude Baux, né le 27 août 1945, est un céiste de slalom français.

## Carrière
Claude Baux est médaillé de bronze de C1 par équipe aux Championnats du monde de slalom 1969 à Bourg-Saint-Maurice avec François Bonnet et Michel Trenchant. Il termine 15e de l'épreuve de C1 en slalom aux Jeux olympiques d'été de 1972 à Munich.